# Parbold
Parbold är en ort och civil parish i Storbritannien.   Den ligger i grevskapet Lancashire och riksdelen England, i den centrala delen av landet, 290 km nordväst om huvudstaden London. Parbold ligger 17 meter över havet och antalet invånare är 2 762.
Terrängen runt Parbold är platt. Runt Parbold är det tätbefolkat, med 427 invånare per kvadratkilometer. Närmaste större samhälle är Preston, 19,5 km norr om Parbold. Trakten runt Parbold består i huvudsak av gräsmarker.